# Java virtuális gépek listája
Ez a szócikk a Java virtuális gépek (angolul: Java Virtual Machines) listája. Az alábbi lista a Java SE platformra írt virtuális gépeket sorolja fel, de nem tartalmazza a Java ME platformra specializált virtuális gépeket. A Java EE platform a Java SE-n fut, de egyes szoftverfejlesztők speciálisan a Java EE-re írt programok számára készítettek virtuális gépet.
A Java alapú programok nagy részét Windows, Solaris és linuxos környezetben írják, ahol a legelterjedtebben a Sun virtuális gépek.
A Java virtuális gépek referenciája az Oracle által készített HotSpot.

## Implementációk
Számos, a Java előírásokat követő implementáció született, számos operációs rendszerre, és számos hardver platformra is. Erőfeszítések történetek olyan hardver gyártására, amely közvetlenül (natív módon) tudja futtatni a Java bájtkódot, de ezek teljesítménye rendre alulmaradt az általános célú hardvereken futó JVM-ekkel szemben.

### Zárt forrásúimplementációk
Közelítőleg ABC-sorrendben:
- Apogee amely beágyazott Java-t használ, azaz IBM J9-t és Apache Harmony osztály könyvtárakat a következő platformokra: X86, ARM, MIPS, PowerPC, melyek a következő operációs rendszert használják: Linux, LynxOS, WinCE.
- Azul Zing JVM egy teljesen kompatibilis Java virtuális gép, amely HotSpot alapú és használja az Azul C4 (Continuously Concurrent Compacting Collector) szemétgyűjtő eljárást. Támogatja a heap memóriát egészen 512 GB-ig, anélkül, hogy GC megállítaná, továbbá a heap képes nőni és apadni a rendszer terhelés mértékétől függően.
- BEA Systems (jelenleg Oracle) JRockit virtuális gépe  (amely eredetileg Appeal Virtual Machine volt), a következő platformokra működik: Linux, Windows és Solaris
- CEE-J a Sun Java technológiájának egy clean room implementációja, a Skelmir virtuális gépet a Sun nem vizsgálta.
- Excelsior JET (AOT fordítóval)
- A Hewlett-Packard implementációja, amely HP-UX, OpenVMS, Tru64 és Reliant (Tandem) UNIX platformokon működik
- Sun Microsystems HotSpot virtuális gépe
- Imsys AB amely a SNAP (Simple Network Application Platform) JVM-et gyártja, mely a saját IM1000 és IM3000 microprocessorokon fut. Fő jellegzetessége a Java bájtkód mikrokódként való végrehajtása.
- IBM J9 , amelyet a következő platformokra portoltak: AIX, Linux, MVS, OS/400, Pocket PC, z/OS
- JBed, (Esmertec) egy beágyazott Java multimédia képességekkel
- JBlend, (Aplix) egy Java ME implementáció
- JamaicaVM, (aicas) egy erősen valós idejű Java VM, beágyazott rendszerekhez
- MRJ – A Mac OS java futtató környezete
- MicroJvm (IS2T - Industrial Smart Software Technology) Nagy számú virtuális gépeket fejleszt, kifejezetten beágyazott rendszerek számára (beleértve az erősen valós idejű rendszereket is): ARM7, ARM9, AVR, AVR32, PPC, MIPS
- Microsoft Java Virtuális gép (2001-ben megszűnt, forgalomból kivonva)
- Novell
- OJVM (vagy más néven "JServer") az Oracle Corporation-től
- PERC (Aonix/Atego) egy valós idejű Java implementáció beágyazott rendszerekhez
- SAPJVM (SAP) egy licencelt és módosított SUN JVM, amelyet portoltak a SAP NetWeaver összes támogatott platformjára, a Java 5-tel kezdve, amely jelenleg Java 6 kompatibilis (Windows i386, x64, IA-64; Linux x86, IA-64, PowerPC; AIX PowerPC; HP-UX SPARC IA-64; Solaris SPARC x86-64; i5/OS PowerPC)
- Waratek CloudVM a Java A multitenant JVM számára, amely kliens-szervezetenkénti izolációt, terhelésmérést és erőforrásvezérlést biztosít.

### Nyílt forrásúimplementációk
- AegisVM  – 2004 óta inaktív
- Apache Harmony
- Avian – kicsi, beágyazható Java VM
- Azul Zulu — egy OpenJDK build, az Azul Systems támogatásával
- Bck2Brwsr — kisméretű gyorsan induló JVM, amely a modern böngészők mindegyikén tökéletesen fut, utolsó verziója 2013 szeptemberi
- Blackdown Java
- CACAO  – a GNU Classpath osztálykönyvtárait használja. GPL. 1.6.0, 2012. szept. 4.
- GCJ a GCC Java fordító, bájtkód és gépi kód tárgykódra fordít, jelenleg fenntartási állapotban.
- IKVM.NET Archiválva 2012. május 5-i dátummal a Wayback Machine-ben
- JAmiga
- JamVM
- Jaos
- JC
- Jikes RVM
- JNode
- JOP
- Kaffe
- Kissme
- leJOS
- NanoVM
- SableVM

A Java-hoz hasonló nyelvet támogató virtuális gépet fejlesztett a Microsoft is, amely bizonyos inkompatibilitásokat leszámítva az egyik legjobb teljesítményű virtuális gép volt, de részben jogi okokból, másrészt a Java nyelvhez képességeiben hasonló saját C# nyelv piacra dobásával ennek fejlesztését nem folytatták.